# مونيكا وارد
مونيكا وارد (بالإيطالية: Monica Ward)‏ هي ممثلة إيطالية، ولدت في 5 أغسطس 1965 بروما في إيطاليا.

## وصلات خارجية
- مونيكا وارد على موقع IMDb (الإنجليزية)
- مونيكا وارد على موقع ميوزك برينز (الإنجليزية)
- مونيكا وارد على موقع قاعدة بيانات الفيلم (الإنجليزية)
- مونيكا وارد على موقع ANN person (الإنجليزية)